# 中華航空204便墜落事故
中華航空204便墜落事故は、1989年10月26日に発生した航空事故である。花蓮空港発台湾桃園国際空港行きだった中華航空204便（ボーイング737-209）が、離陸直後に空港付近の山に激突した。乗員乗客54人全員が死亡した。

## 事故機
事故機のボーイング737-209（B-180）は、1986年12月3日に初飛行を行い、およそ2週間後に中華航空へ納入された機体だった。

## 事故の経緯
204便は、花蓮空港から台湾桃園国際空港へ向かう短距離便だった。3人の日本人乗客が同便を予約していたが、いずれも搭乗はしていなかった。204便は、滑走路03から離陸し、右旋回を行うべき場所でパイロットは左旋回をした。機体が山に接近すると、地表接近警報が作動したが、山との衝突を回避するには遅すぎ、機体は7,000フィート (2,100 m)の山に激突した。また、墜落地点の確認には12時間を要した。

## 事故調査
事故原因は、パイロットエラーとされた。コックピットクルーは、15年の飛行経験がある機長と、訓練生の副操縦士によって構成されていた。離陸前、パイロットはチェックリストを実行しなかった。また、離陸後にパイロットは誤った旋回を行い、飛行経路を逸脱したことにも気付かなかった。
離陸後、204便は左旋回を行ったが、これは滑走路21から離陸した場合の手順だった。そのため、204便は誤った方向へ向かい、山に激突した。